# Instituto México de Baja California
 El Instituto México de Baja California es un Colegio Académico, caracterizado por sus valores conservadores con una enseñanza estricta religiosa que forma parte de la Congregación Marista (Cuyo Fundador fue San Marcelino Champagnat). fue fundada en 1965 y se rige por un modelo educativo Marista que orienta el trabajo educativo, que, unidos a una serie de procesos, metodología y actitudes, se realiza el sueño de san Marcelino Champagnat desde hace 200 años de presencia educativa en el mundo. Esta institución está ubicada en Avenida las Palmas 5163, Las Palmas, Tijuana, B.C. Ofrece los servicios de educación de preescolar, primaria, secundaria y preparatoria. El Instituto México es comúnmente conocido por llevar e impulsar a sus alumnos a siempre dar lo mejor de sí, tanto en el ámbito académico como en el social y espiritual.
El hermano y fundador San Marcelino Champagnat tuvo una educación muy escasa de joven; a una muy temprana edad tuvo que salir de la escuela y trabajar. Por circunstancias de su vida decidió fundar las escuelas maristas con la visión de que jóvenes pudieran tener una buena educación tanto académica como espiritual. El modelo educativo de estas escuelas está diseñado con el propósito de llenar plenamente la mente y alma de los alumnos, fomentándolos e impulsándolos a participar en la sociedad y a tener un contacto con su vida espiritual, así como encontrar una vocación adecuada.
Siendo Marcelino Champagnat quien fundó las escuelas maristas, esta institución brinda una educación integral con calidad educativa y eficacia evangelizadora. Los valores en los que está basada esta escuela son:
•	La educación como acto de amor
•	Presencia atenta y acogedora
•	El espíritu de familia
•	Sencillez
•	Amor al trabajo
•	El amor a Jesús y a María
El término de Familia Marista es una expresión sencilla que se refiere al movimiento laical que el Capítulo General de los hermanos maristas lanza en 1985 con el nombre oficial de Movimiento Champagnat de la Familia Marista. Existen alrededor de 250 fraternidades distribuidas en todos los continentes donde existen los maristas, los cuales son América, Asia, África y Oceanía. Los valores como la solidaridad, ecología, deseo de comunicación y sed de espiritualidad, están muy presentes en este instituto. Además, la sencillez, el espíritu de familia, el amor al trabajo, la pedagogía de la presencia y la presencia maternal de María, son valores que determinan y definen a un alumno marista.
Algo que distingue a los colegios Maristas de cualquier otro colegio es su Misión Evangelizar Educando. Esta misión se logra a través del conocimiento y práctica de la fe, mediante el empoderamiento de los jóvenes para desarrollar su capacidad de liderazgo cristiano que tengan un sentido de compromiso con la sociedad, descubriendo el sentido de su vida y vocación.

El Instituto México cuenta una variedad de instalaciones, que fueron construidos con la finalidad de poderle brindar a sus alumnos una educación más eficaz e integral. Los nombres de algunas de las instalaciones son nombres de personas que influenciaron la educación de los hermanos maristas. Dentro de estas instalaciones se encuentran el Auditorio:”HNO. IGNACIÓ MARTINEZ”, el cual se construyó con la finalidad de poder tener un espacio para que los alumnos puedan disfrutar de asambleas, bailes, juegos de básquet, etc. También cuenta con un salón que sirve para tener conferencias, presentaciones de discursos, conciertos, spelling bee, etc. Además de estas instalaciones cuenta con: salón de gimnasia y multiusos, oficina por cada departamento, sala de juntas, oficina de asociación de padres de familia, cafetería, estacionamiento, cancha de futbol con pasto sintético, jardín Champagnat, biblioteca, comedor para el personal de intendencia y servicios generales, centro de datos, equipo de sonido profesional con capacidad para grandes eventos al aire libre.

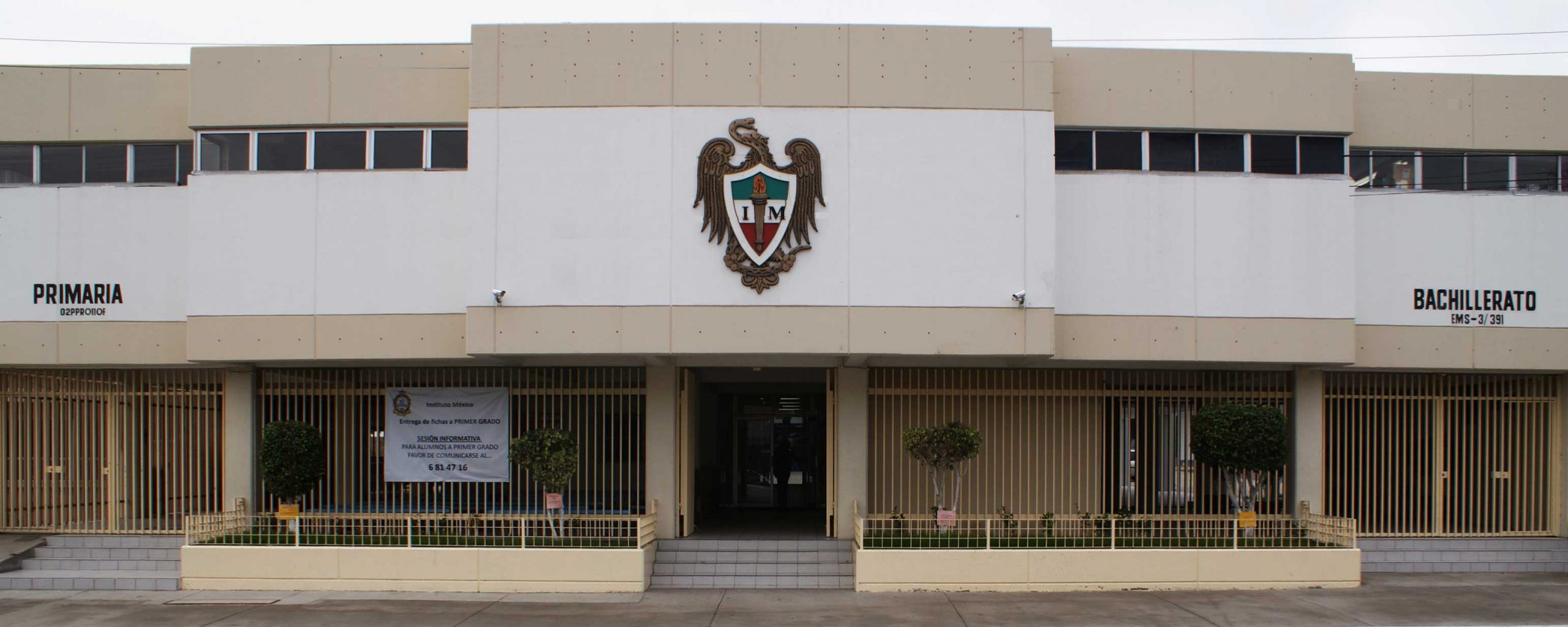